# Kapitan II rangi
Kapitan II rangi (ros. капитан 2-го ранга) – w radzieckiej Marynarce Wojennej i marynarkach wojennych części krajów postsowieckich stopień w korpusie wyższych oficerów, odpowiadający stopniowi komandora porucznika w Marynarce Wojennej RP bądź stopniowi podpułkownika w wojskach lądowych. Stopień bezpośrednio niższy to kapitan III rangi, bezpośrednio wyższy to kapitan I rangi.